# Cryptocephalus biguttulus
Cryptocephalus biguttulus – gatunek chrząszcza z rodziny stonkowatych i podrodziny Cryptocephalinae.
Gatunek ten został opisany w 1848 roku przez Christiana Wilhelma Ludwiga Eduarda Suffriana.
Występuje endemicznie na Krymie.